# Trialeurodes ricini
Trialeurodes ricini là một loài côn trùng cánh nửa trong họ Aleyrodidae, phân họ Aleyrodinae.
Trialeurodes ricini được Misra miêu tả khoa học đầu tiên năm 1924.